# Lukojanov
Lukojanov (rusky Лукоянов) je město v Nižněnovgorodské oblasti v  Ruské federaci. Při sčítání lidu v roce 2010 měl bezmála patnáct tisíc obyvatel.

## Poloha
Lukojanov leží na Ťoše, pravém přítoku Oky v povodí Volhy. Od Nižního Novgorodu, správního střediska oblasti, je vzdálen přibližně 170 kilometrů jihovýchodně.
Přes město prochází železniční trať Ruzajevka–Arzamas–Nižnij Novgorod.

## Dějiny
Lukojanov byl založen v 16. století, kdy zde jistý Ivaška Lukojanov postavil mlýn, který po něm byl pojmenován.
Dne 5. září 1779 byla obec povýšena na město.
V roce 1816 město z velké části vyhořelo.

### Rodáci
- Nikolaj Nikolajevič Urvancev (1893–1985), geolog a polární výzkumník